# Ильимка
Ильимка (укр. Іллімка) — село на Украине, находится в Овручском районе Житомирской области.
Код КОАТУУ — 1824285202. Население по переписи 2001 года составляет 137 человек. Почтовый индекс — 11144. Телефонный код — 4148. Занимает площадь 0,429 км².

## История
В 1946 году указом ПВС УССР село Паршева переименовано в Ильимку.

## Адрес местного совета
11144, Житомирская область, Овручский р-н, с. Новые Веледники, ул. Центральная, 13